# Хортен
Хо́ртен (норв. Horten) — коммуна фюльке Вестфолл, расположенная на западном берегу Осло-фьорда в Норвегии. Площадь всей территории коммуны 70,24 км². Площадь земель коммуны — 68,39 км².

## Демография
По состоянию на 2004 год в коммуне Хортен проживало 24 671 жителей.
По состоянию на 2005 год — 24 768 жителей, в среднем 357,25 человека на 1 км².

## История
- 1552 год — Впервые упомянуто имя фермерской вилы «Hortan», на месте которой впоследствии вырос город Хортен (Horten).
- 1582 год — Начало паромного сообщения между Мосс и Хортен.

- 1818 год — Решено открыть у Хортена штаб военно-морского флота Норвегии.
- 1819 год — Рядом с Хортеном в Karjohansvern (сегодня это район Хортена) была образована главная база Королевского норвежского военно-морского флота, которая просуществовала до 1963 года.
- 1853 год — В Karljohansvern (теперь район города Хортен) основан Норвежский королевский военно-морской музей. Сегодня это старейший музей военно-морских сил в мире.
- 1858 год — Поселение Хортен отделено от муниципалитета Борэ (Borre) и становится муниципалитетом Хортен.
- 1906 год — Визит короля Хокона VII в Хортен и на главную базу Королевского норвежского военно-морского флота в Karljohansvern (теперь это район Хортена).
- 8 апреля 1940 года — Поздно вечером 8 апреля немецкая эскадра (в которую, помимо «Блюхера», также входили лёгкий крейсер «Эмден», карманный линкор «Лютцов» и миноносцы), вошла в Осло-фьорд. При входе во фьорд эскадра была замечена норвежским патрульным кораблём, быстро захваченным миноносцем «Альбатрос». При этом 8 апреля погиб командир норвежского патрульного корабля капитан Leif Welding — это был первый норвежец, погибший в результате военных действий во время Второй мировой войны. Сегодня в Хортене ему установлен памятник.
- 9 апреля 1940 год — Хортен и главная норвежская военно-морская база в Karjohansvern оккупированы немецкими войсками в ходе Второй мировой войны.
- февраль 1945 года — Бомбёжка Хортена альянсом уничтожила часть Норвежского королевского военно-морского музея.
- 1945 год — Хортен освобождён от немецких войск.
- 1 января 1988 год — Соседствующие муниципалитеты Борэ и Хортен снова объединены в один муниципалитет Борэ.
- 1 июня 2002 год — После референдума, состоявшегося 1 июня 2002 года, муниципалитет Борэ переименован в муниципалитет Хортен.

## Транспорт
До ближайшей железнодорожной станции курсирует автобус. Город связан со столицей автобусными линиями и морской паромной переправой через город Мосс, который расположен на противоположной стороне Осло-фьорда.
Стоимость поездки из Хортена в Осло автобусом выше, чем переправы через паром до г. Мосс с поездкой из последнего до столицы.
Автомобильно-пассажирская паромная переправа Мосс-Хортен через Осло-фьорд является самой крупной по перевозкам переправой в Норвегии.

## Достопримечательности Хортена

### Музеи
- Норвежский королевский военно-морской музей, основанный в 1853 году — старейший подобный музей в мире. Находится в Хортене, в районе Кальюгансвэн (норв. Karljohansvern).
- Норвежский национальный музей фотографии (Preus museum) в Хортене, в районе Karljohansvern. Музей расположен в одном здании с Норвежским королевским военно-морским музеем.
- Автомобильный частный музей — коллекция старых автомобилей, открыт несколько дней в неделю и на короткое время.
- Мидгард и музей викингов — расположен на южной окраине Хортена. Носит имя Борэ-парк, так как коммуна Хортен ранее называлась коммуна Борэ.

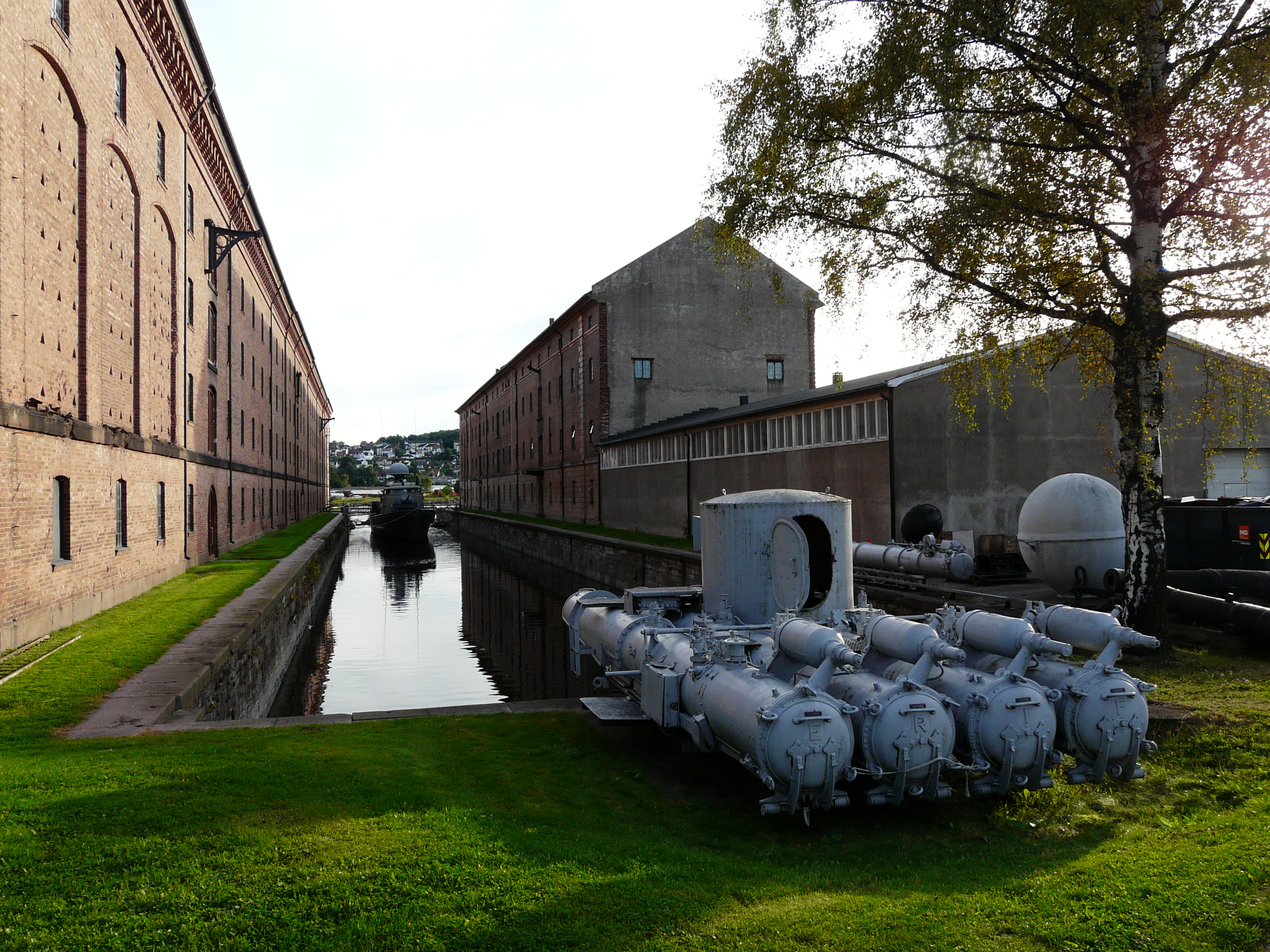
Королевский военно-морской музей в Хортене, Норвегия. Экспонаты во дворе музея и на воде у музея. Сентябрь 2012 года.
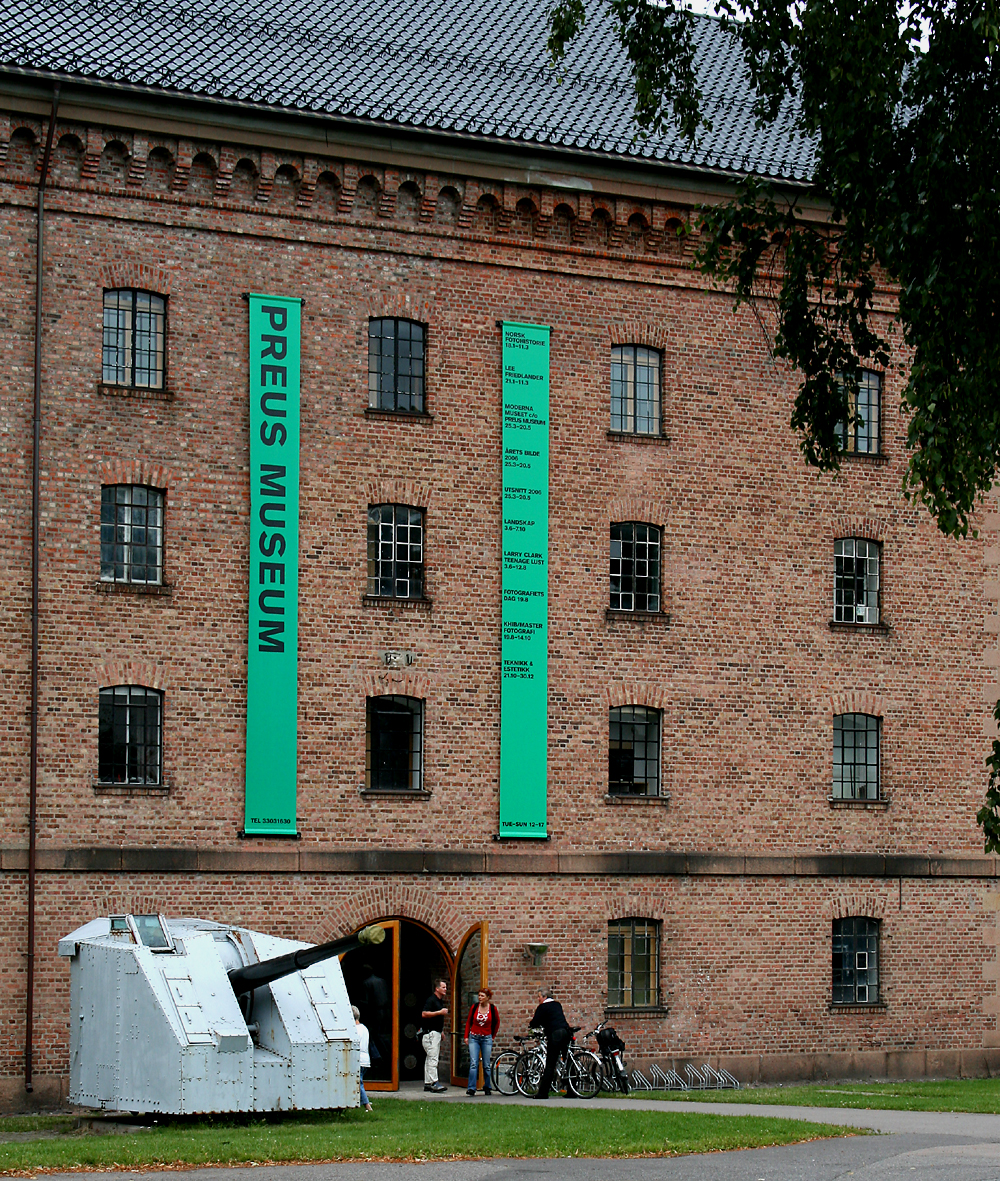
Вход в Норвежский национальный музей фотографии (Preus museum) и в Норвежский королевский военно-морской музей в Хортене.
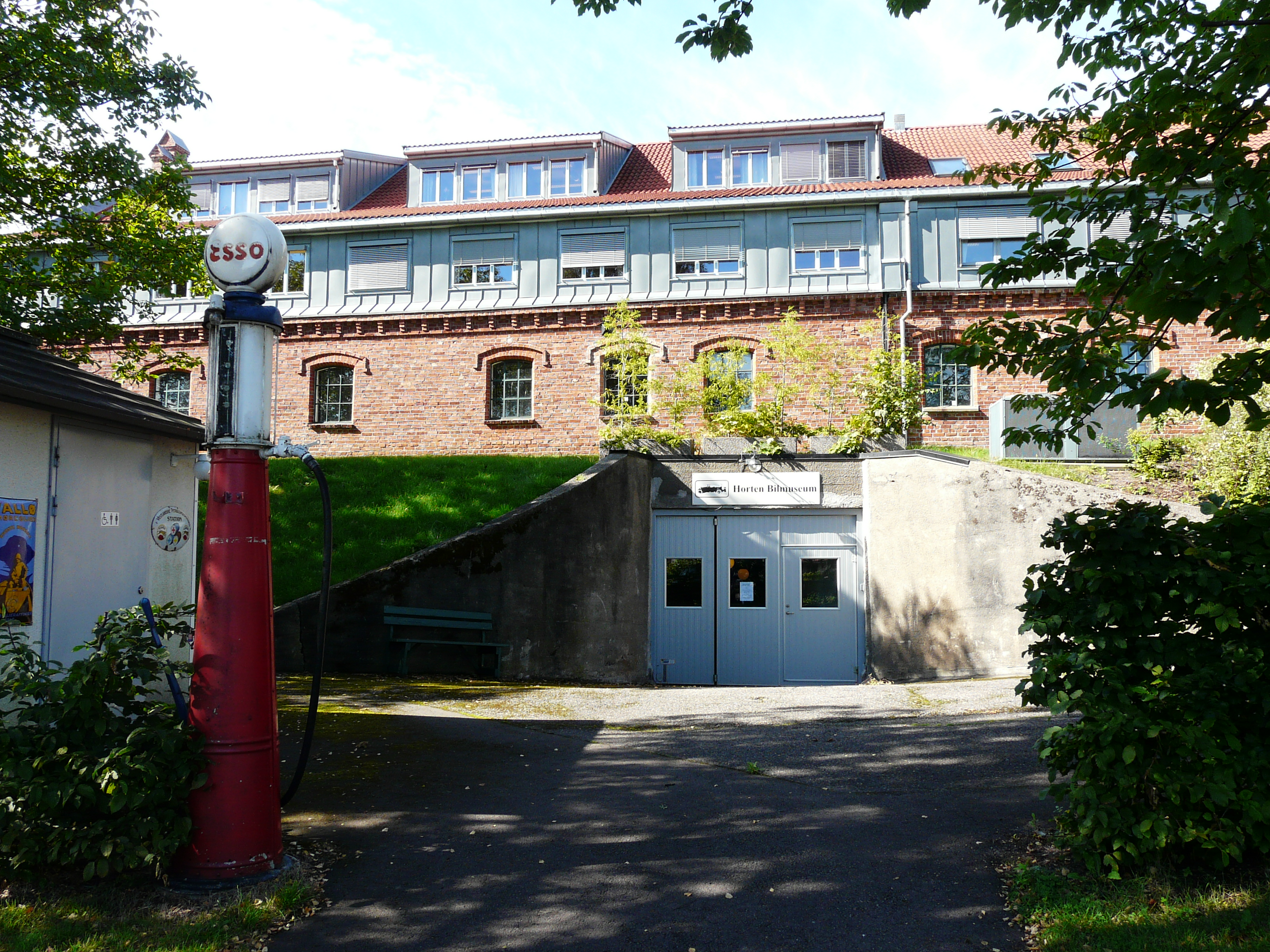
Вход в Автомобильный частный музей в Хортене (Horten Bilmuseum) в 2012 году.

### Памятники и монументы
- Памятник Оскару Вистингу.
- Памятник капитану Ляйф Велдинг-Олсиен (Leif Welding-Olsen) (1895—1940) — капитану патрульного бота HNoMS Pol III Королевского норвежского военно-морского флота. Он был первым норвежцем, которого убили 8 апреля 1940 года во время вторжения Германского флота в воды Норвегии[4].
- Памятник погибшим в годы Второй мировой войны с 1940 по 1945 год.
- Якорь датской колёсной королевской яхты «Dannebrog» 1879 года, на которой 25 ноября 1905 года король Хокон VII со своей семьёй прибыл в Норвегию из Дании для занятия престола.
- Памятник-фонтан — подарок от Ассоциации пожарных города Хортен к 50-летию Ассоциации в 1954 году. Работа скульптора Сarl E Paulsen.

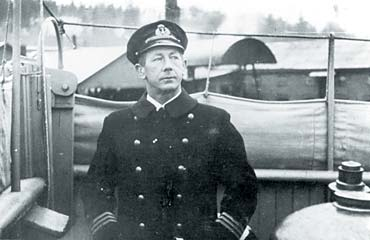
Фотография капитана Ляйф Велдинг-Олсиен (Leif Welding-Olsen)
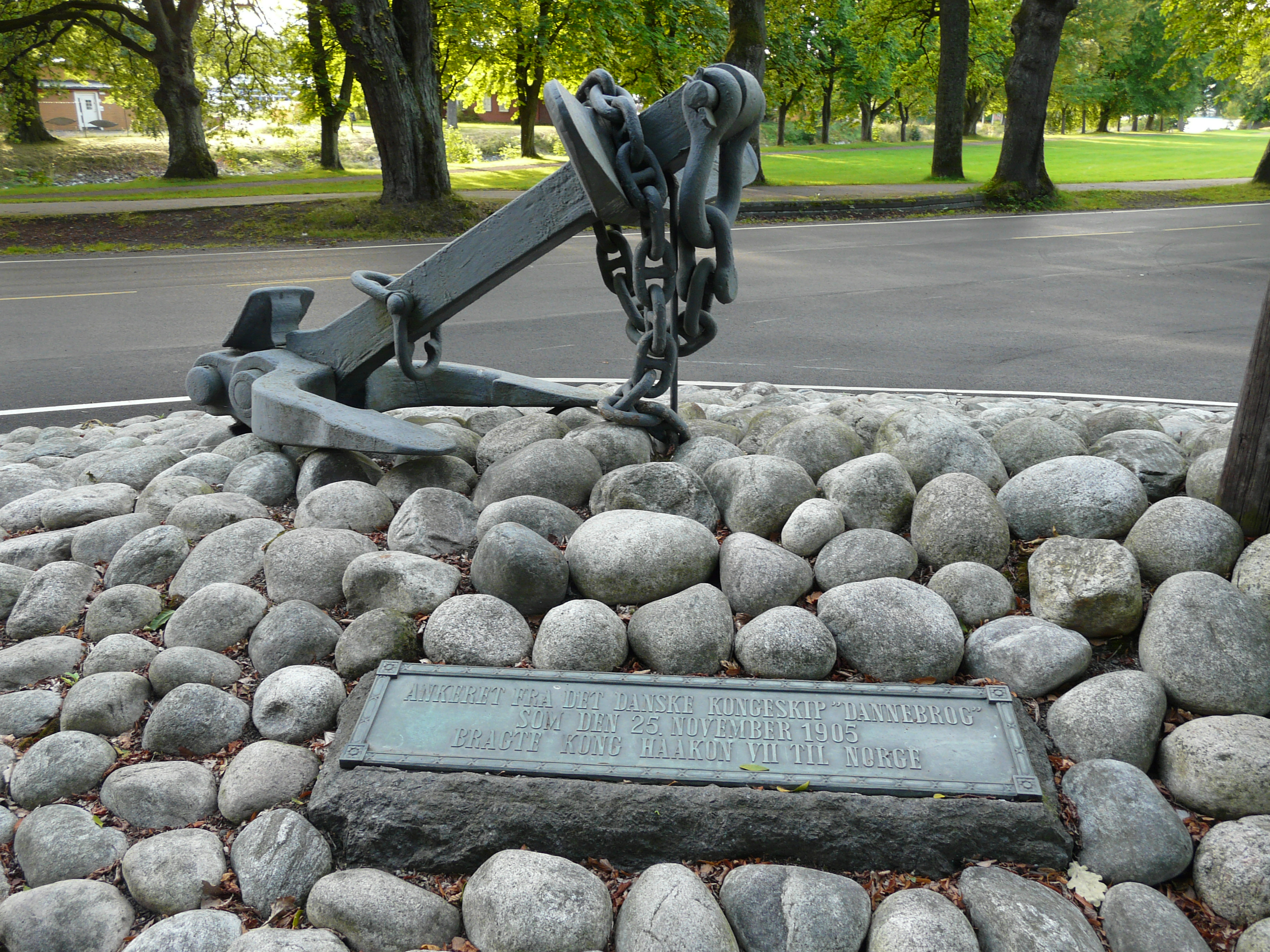
Якорь датской колёсной королевской яхты "Dannebrog" 1879 года, на которой 25.11.1905 король Хокон VII и его семья прибыли из Дании в Норвегию.
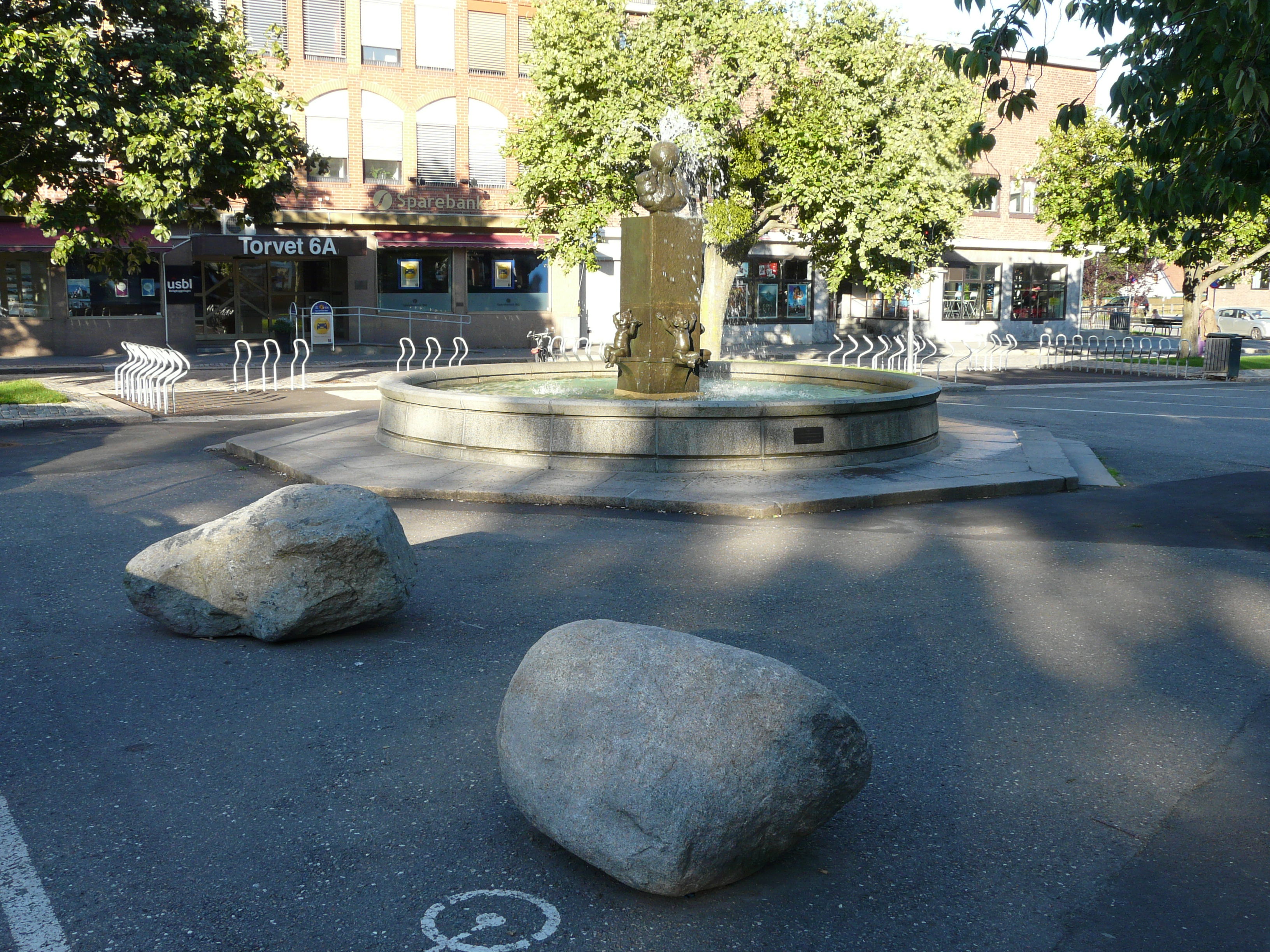
Памятник-фонтан — Подарок от Ассоциации пожарных Хортен к 50-летию Ассоциации в 1954 году. Работа скульптора Сarl E Paulsen.

### Кирхи Хортена

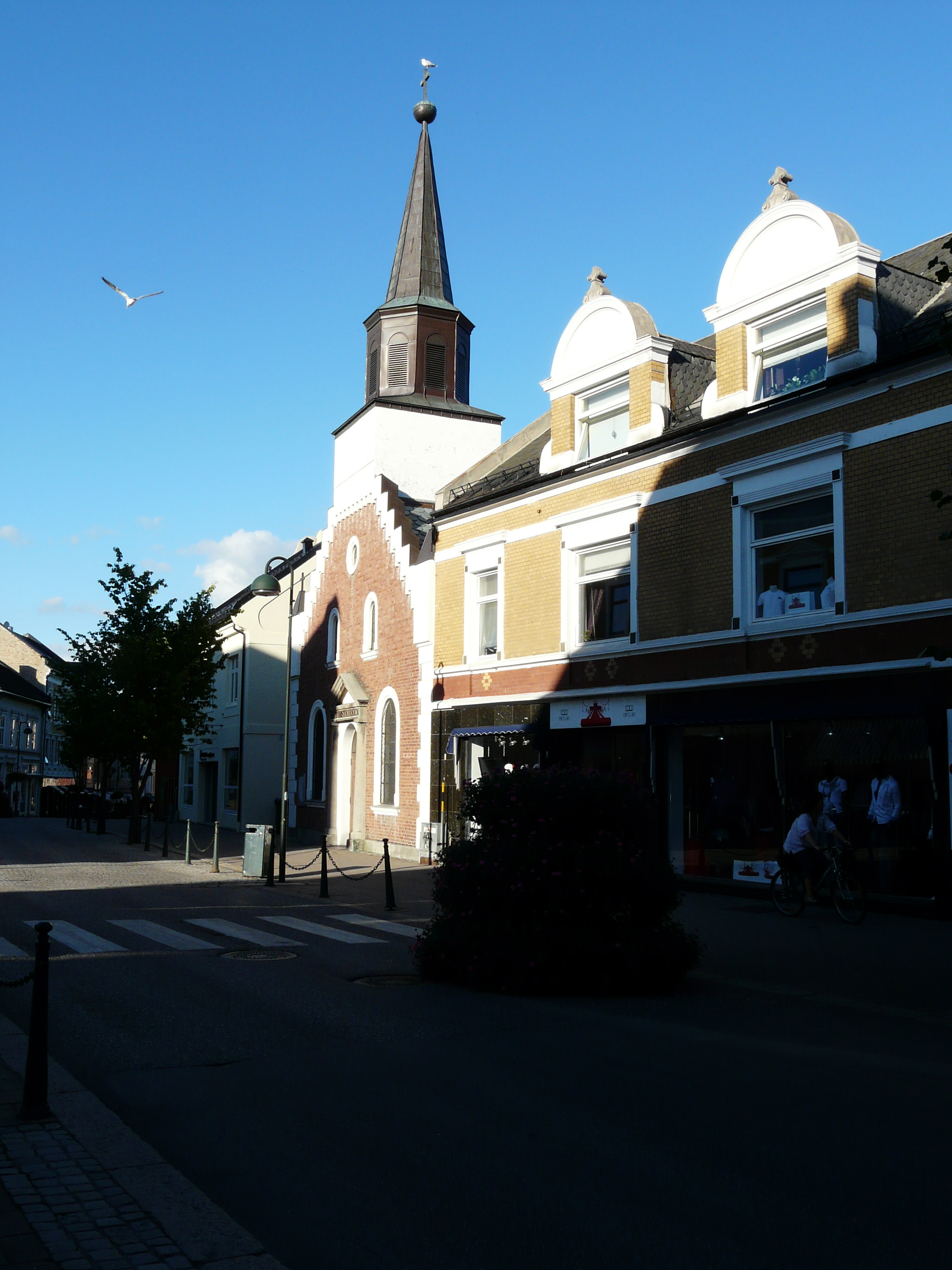
Методистская кирха в центре Хортена. 2012 год
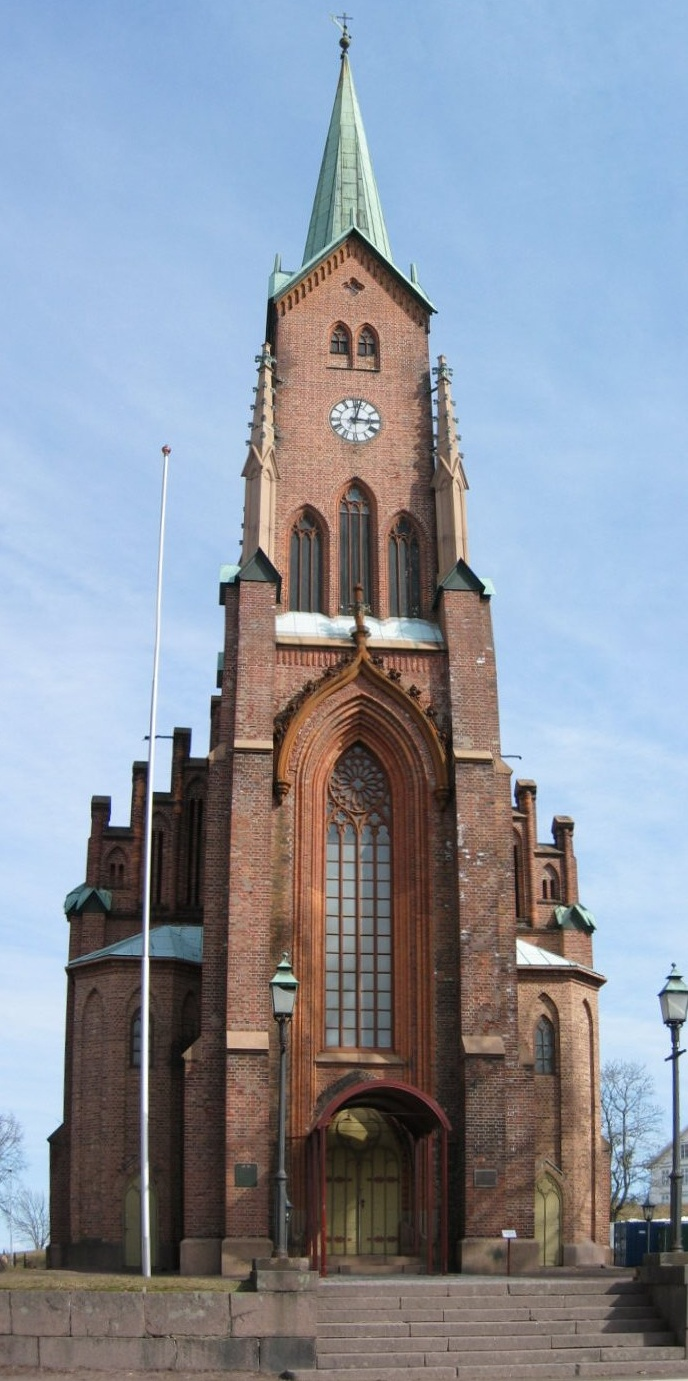
Кирха в военно-морской слободе Хортена
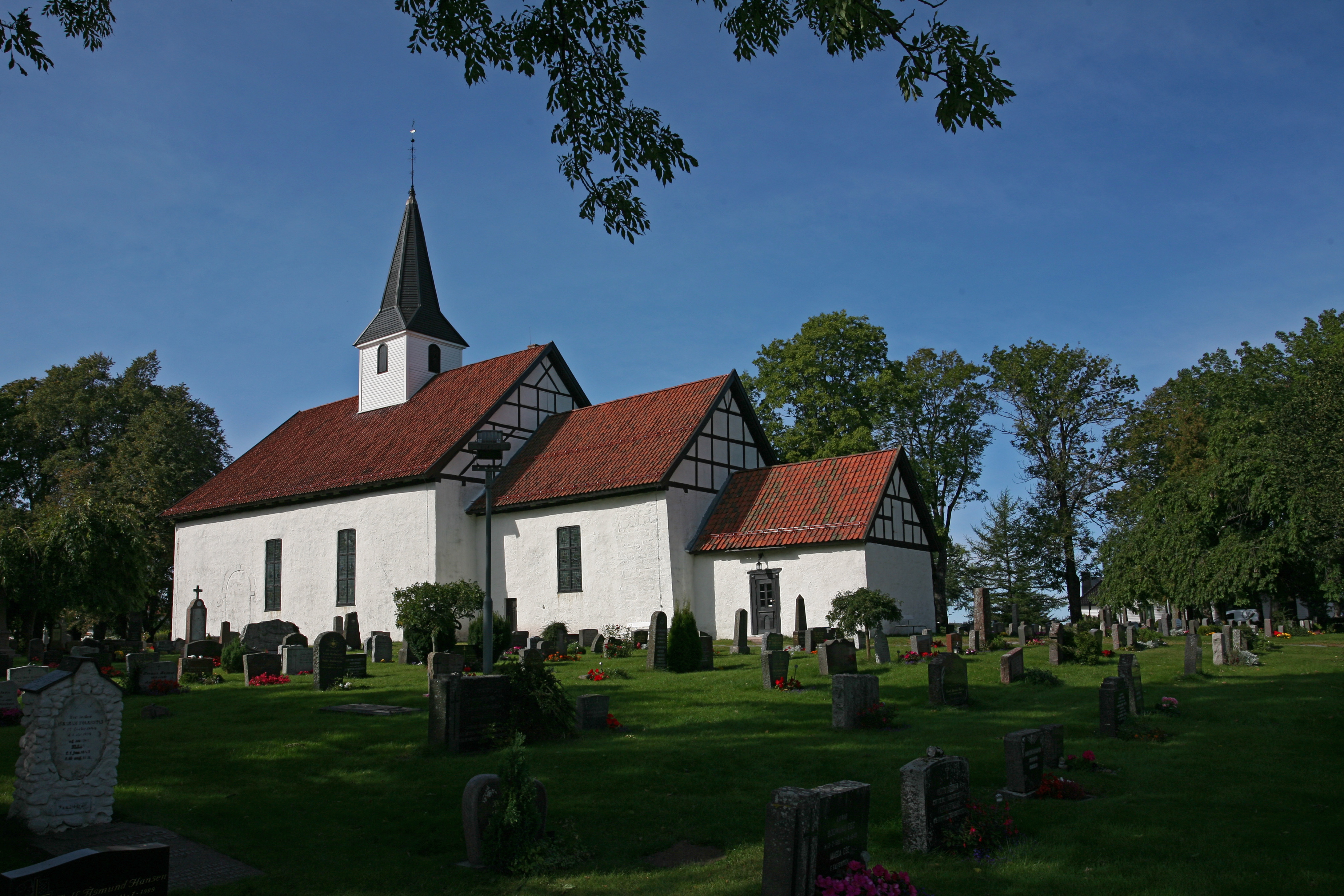
Borre kirke
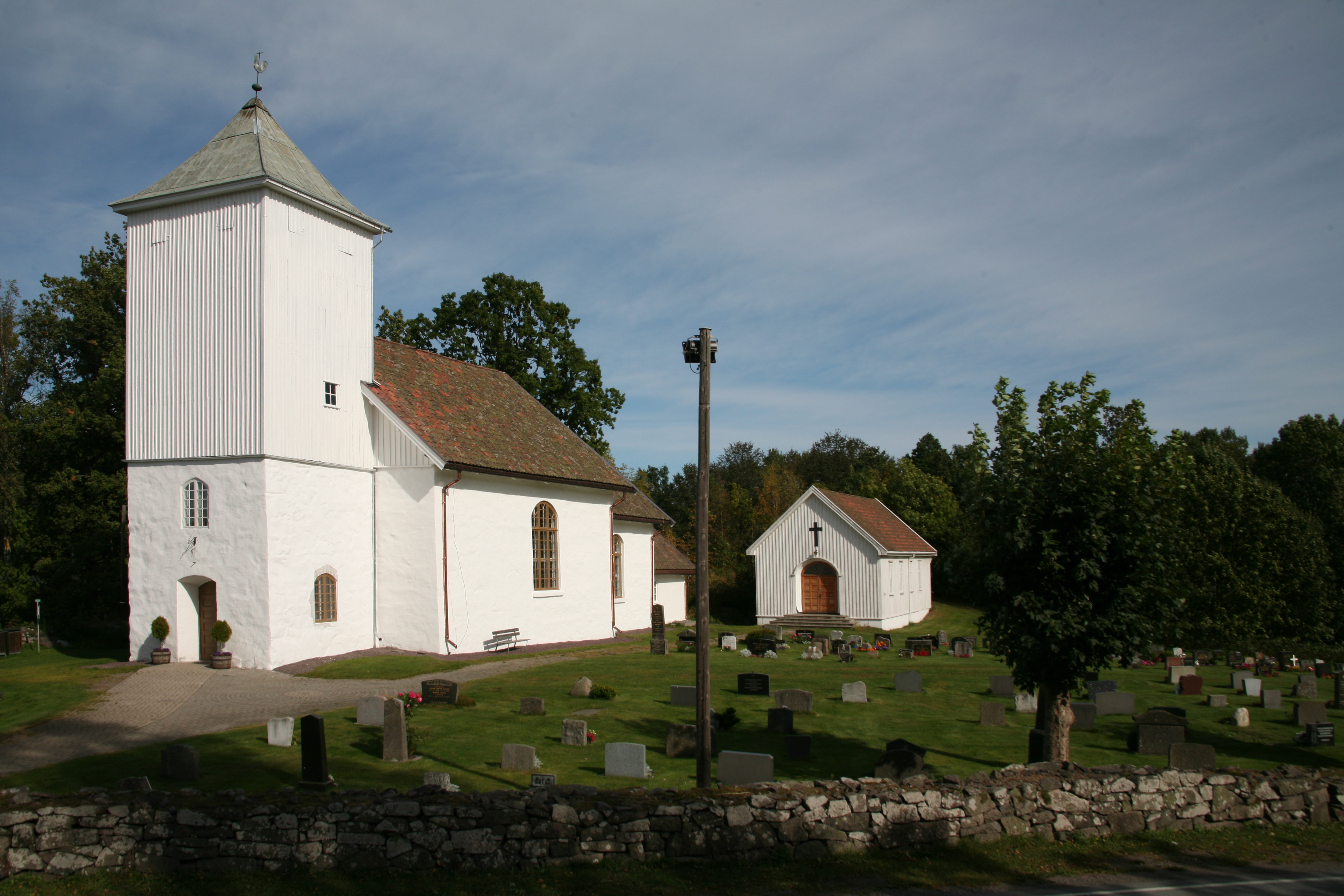
Nykirke kirke
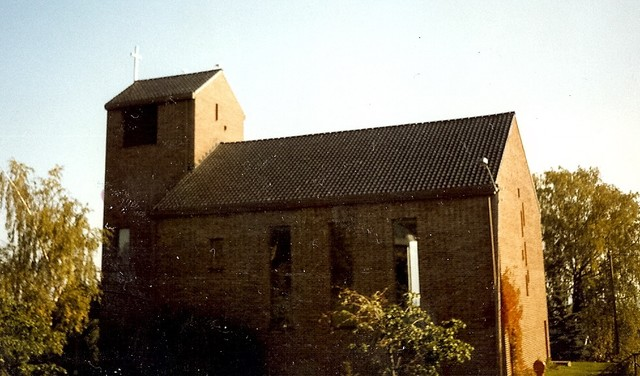
Åsgårdstrand kirke

## Города-побратимы[5]
- Хиллерёд, Дания.
- Карлскруна, Швеция.
- Ловийса, Финляндия.
- Оулафсфьордюр, Исландия.

## Известные уроженцы
- Нильс Йохан Семб, тренер национальной сборной команды Норвегии по футболу с 1998 по 2003.
- Girl in Red